# 擬日本灰木
擬日本灰木（学名：Symplocos migoi）为灰木科灰木屬下的一个种。

## 扩展阅读
- 維基物種上的相關：擬日本灰木